# بوبي زامورا

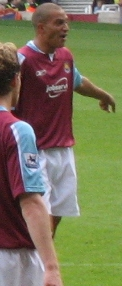
بوبي زامورا

روبرت ليستر زامورا (بالإنجليزية: Bobby Zamora)‏، من مواليد 16 يناير 1981 في لندن في إنجلترا، لاعب كرة قدم إنجليزي.
بدأ مسيرته الكروية مع نادي بريستول روفرز في موسم 1999/2000، ولعب معهم 4 مباريات، وفي عام 2000 أعير إلى نادي باث سيتي، ولعب معهم 6 مباريات وسجل 8 أهداف، وفي عام 2000 انتقل إلى نادي برايتون أند هوف ألبيون، ولعب معهم حتى عام 2003، وشارك معهم في 125 مباراة وسجل 76 مباراة، وفي موسم 2003/2004 انتقل إلى نادي توتنهام هوتسبر، ولعب معهم 16 مباراة، ومنذ عام 2004 وهو يلعب مع نادي وست هام يونايتد.

## مسيرته الكروية
لعب بوبي زامورا خلال مسيرته الاحترافية مع 6 أندية في عشرون موسمًا وسجل خلالها 145 هدف ضمن 475 مباراة. ولم يفز بأي موسم بالكأس أو بالدوري.
خاض بوبي زامورا مسيرته مع نادي برايتون أند هوف ألبيون في موسم 1999–00 في المرة الأولى ليلعب معه أربعة مواسم ثم في موسم 2015–16 لمدة موسم واحد، مشاركًا طوالها في 151 مباراة سجل خلالها 83 هدفًا. ثم انتقل إلى نادي وست هام يونايتد في موسم 2003–04 ليلعب معه خمسة مواسم، حيث شارك في 130 مباراة سجل خلالها 30 هدف. لينتقل بعدها إلى نادي فولهام في موسم 2008–09 ليلعب معه أربعة مواسم، مشاركًا في 91 مباراة سجل خلالها 20 هدف. ثم انتقل إلى نادي كوينز بارك رينجرز في موسم 2011–12 ليلعب معه أربعة مواسم، مشاركًا في 83 مباراة سجل خلالها 12 هدفًا.

## روابط خارجية
- بوبي زامورا على موقع قاعدة بيانات كرة القدم.إي يو (الإنجليزية)
- بوبي زامورا على موقع ناشيونال فوتبول تيمز (الإنجليزية)
- بوبي زامورا على موقع Soccerbase.com (لاعب) (الإنجليزية)
- بوبي زامورا على موقع عالم كرة القدم.نت (الإنجليزية)
- بوبي زامورا على موقع AS.com (الإسبانية)